# Два вікових дуби (Прилуки)
Два вікови́х дуби́ — ботанічна пам'ятка природи місцевого значення в Україні. Розташована в межах міста Прилуки Чернігівської області, на вул. Костянтинівській, біля будинку № 106. 

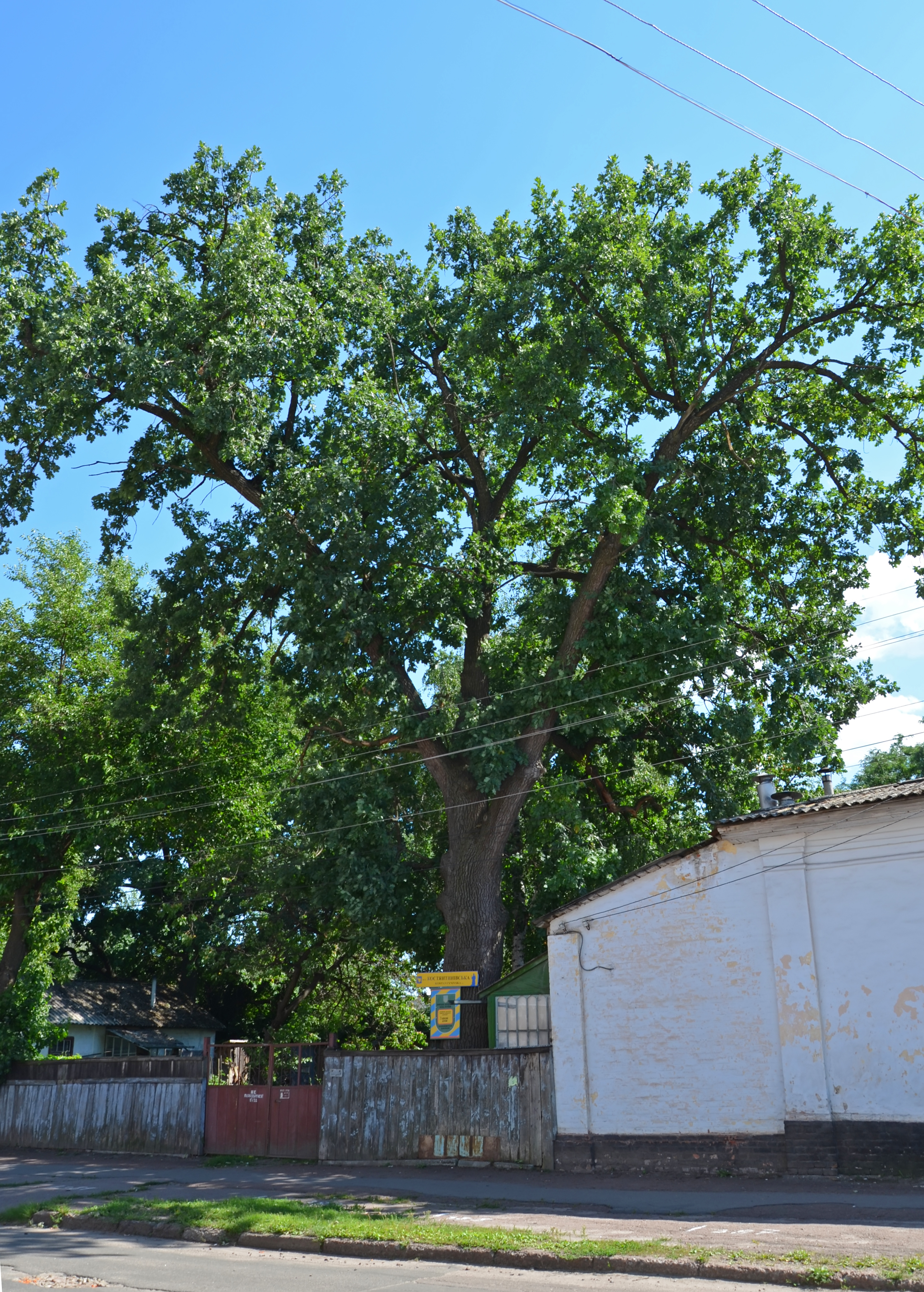
Два вікових дуби (Прилуки)

Площа 0,02 га. Статус надано згідно з рішенням Чернігівського облвиконкому від 06.04.1971 року № 168; від 10.06.1972 року № 303; від 28.08.1989 року № 164. Перебуває у віданні КП електромереж зовнішнього освітлення «Міськсвітло». 
Статус надано для збереження двох екземплярів вікових дубів.

## Галерея

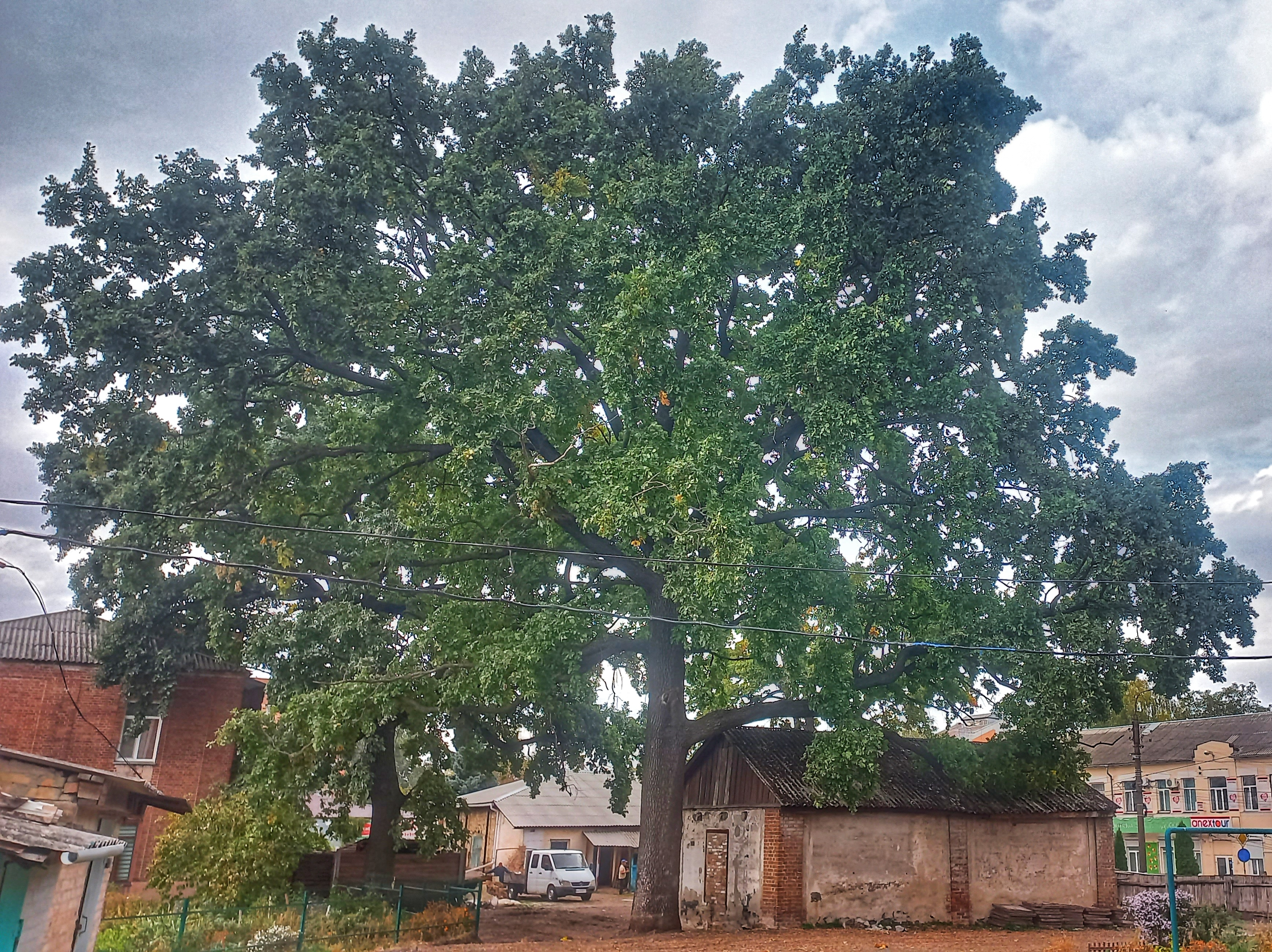
Один з 3
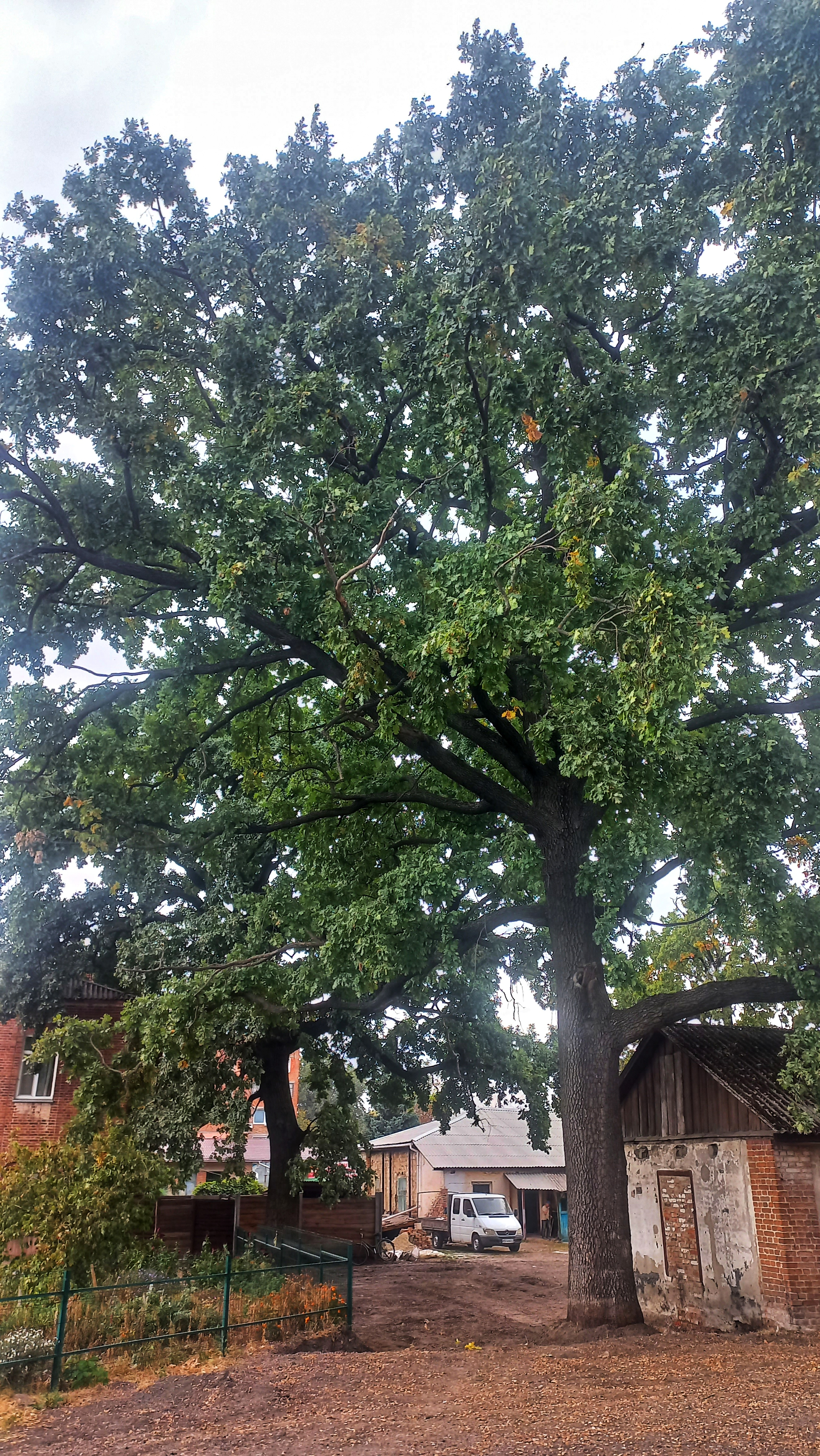
Одни з 3